# Jahta med drevjem
Jahta med drevjem je  ljubezenski roman  s pridihom kriminalke, avtorja Frančka Rudolfa, v katerem se prepletajo življenjske zgodbe velikega števila oseb, med katerimi vladajo zapletena razmerja. 

## Vsebina
Zgodba se začne, ko Alfonz Četrtek, samostojni podjetnik, prejme klic na pomoč. Alfonz ima podjetje, ki se ukvarja z avtovleko, zato nekega snežnega dne priskoči na pomoč zmedeni blondinki, Zvonki Grlic, ki se je izgubila nekje na zasneženih gorenjskih cestah.  Ob pogledu nanjo se Alfonz  takoj zaljubi, začne se tudi afera, ki je polna vzponov in padcev. Ob prebiranju spoznamo ozadje Alfonzovega družinskega življenja, saj je poročen z Jožico, s katero imate tudi pet otrok. Zvonka pa ima dve hčeri, vsako z drugim moškim, tako da sta polsestri. V knjigi je veliko prepletanja življenjskih zgodb, nasilja, seksa, prevar, razočaranj,… 

## Zbirka
Koledarska zbirka 